# Sikirevci
Sikirevci är en ort i Kroatien.   Den ligger i länet Brod-Posavina, i den östra delen av landet, 210 km öster om huvudstaden Zagreb. Sikirevci ligger 84 meter över havet och antalet invånare är 1 979.
Terrängen runt Sikirevci är mycket platt. Runt Sikirevci är det ganska tätbefolkat, med 90 invånare per kvadratkilometer. Närmaste större samhälle är Županja, 18,6 km öster om Sikirevci. Trakten runt Sikirevci består till största delen av jordbruksmark.